# Advectie
Advectie is het meeliften op een medium door materie, energie of een bepaalde eigenschap. Advectie vindt plaats in de atmosfeer, in de oceanen, rivieren, in de aardmantel en bij chemische processen. Convectie bestaat uit advectie en diffusie, maar wordt ook wel als synoniem voor advectie gebruikt.
In de atmosfeer is sprake van advectie bij horizontaal transport van onder meer warmte en luchtvochtigheid. In de oceanen kan het warmtetransport zijn, maar ook van saliniteit. In rivieren kan het transport onder meer uit vervuiling bestaan. In de aardmantel vindt een speciaal soort advectie plaats, mantelconvectie.